# ليديا ميلت
ليديا ميلت (بالإنجليزية: Lydia Millet)‏ (5 ديسمبر 1968، بوسطن في الولايات المتحدة)؛ كاتِبة وروائية أمريكية.

## الجوائز
- زمالة غوغنهايم